# Spas (Kalusch)
Spas (ukrainisch und russisch Спас; polnisch Spas) ist ein Dorf in der ukrainischen Oblast Iwano-Frankiwsk in der Westukraine mit etwa 1800 Einwohnern.
Die Ortschaft liegt im Süden der historischen Landschaft Galizien im Rajon Roschnjatiw am Fluss Tschetschwa (Чечва), etwa 9 Kilometer südwestlich vom ehemaligen Rajonzentrum Roschnjatiw und 46 Kilometer westlich vom Oblastzentrum Iwano-Frankiwsk entfernt.
Der Ort wurde 1469 zum ersten Mal schriftlich erwähnt, lag zunächst in der Adelsrepublik Polen-Litauen, Woiwodschaft Ruthenien und kam 1772 als Spas zum damaligen österreichischen Kronland Galizien (bis 1918 dann im Bezirk Dolina).
Nach dem Ende des Ersten Weltkrieges kam er zu Polen, war hier ab 1921 als Spas in die Woiwodschaft Stanislau, Powiat Dolina, Gmina Spas eingegliedert und wurde im Zweiten Weltkrieg erst von der Sowjetunion und ab 1941 bis 1944 von Deutschland besetzt und dem Distrikt Galizien angeschlossen. Nach der Rückeroberung durch sowjetische Truppen 1944 kam er 1945 wiederum zur Sowjetunion und wurde in die Ukrainische SSR eingegliedert, seit 1991 ist der Ort Teil der heutigen Ukraine.

## Verwaltungsgliederung
Am 12. September 2017 wurde das Dorf zum Zentrum der neu gegründeten Landgemeinde Spas (Спаська сільська громада/Spaska silska hromada). Zu dieser zählen auch die 3 Dörfer in der untenstehenden Tabelle aufgelistetenen Dörfer, bis dahin bildete es zusammen mit den Dörfern Pidsuchy und Pohorilez die Landratsgemeinde Spas (Спаська сільська рада/Spaska silska rada) im Süden des Rajons Roschnjatiw.
Am 12. Juni 2020 kamen noch die 2 Dörfer Lypowyzja und Suchodil zum Gemeindegebiet.
Seit dem 17. Juli 2020 ist der Ort ein Teil des Rajons Kalusch.
Folgende Orte sind neben dem Hauptort Spas Teil der Gemeinde:
| Name                     | Name       | Name                  | Name      | Name |
| ukrainisch transkribiert | ukrainisch | russisch              | polnisch  |      |
| ------------------------ | ---------- | --------------------- | --------- | ---- |
| Luhy                     | Луги       | Луги (Lugi)           | Łuhy      |      |
| Lypowyzja                | Липовиця   | Липовица (Lipowiza)   | Lipowica  |      |
| Pidsuchy                 | Підсухи    | Подсухи (Podsuchi)    | Podsuche  |      |
| Pohorilez                | Погорілець | Погорелец (Pogorelez) | Pohorylec |      |
| Suchodil                 | Суходіл    | Суходол (Suchodol)    | Suchodół  |      |